# Хірот
Хірот (Bipes canaliculatus) — представник амфісбен з роду Двоноги (Bipes) родини Bipedidae. Має 2 підвиди. Інша назва «чотирипалий двоніг».

## Опис
Загальна довжина досягає 20 см. Голова сплощена, закруглена, верхня щелепа виступає над нижньою. Зуби плевродонтні, гострі, нерівні між собою за довжиною. Присутні лише передні кінцівки з 4 малорозвиненими пальцями, забезпеченими кігтями. Ключиці, лопатки й грудна кістка малорозвинені. Від плечей до заднього проходу тягнеться ясна бічна складка. На шиї та тулубі налічують 210—260 своєрідних лускатих кілець, а на хвості — 36—37.
Забарвлення спини буро-м'ясного кольору, черево білувате.

## Спосіб життя
Мешкає у піщаному ґрунті в напівпустелях, слабко кам'янистих місцинах. Майже усе життя проводить під землею, риючи ходи та нори. Живляться мурахами та термітами.
Це яйцекладний плазун. Самиця відкладає 1—2 яйця.

## Розповсюдження
Це ендемік Мексики. Мешкає у штатах Ґерреро, Мічоакан, Морелос.

## Підвиди
- Bipes canaliculatus canaliculatus
- Bipes canaliculatus multiannulatus